# Zimna Woda (przystanek kolejowy)
Zimna Woda (ukr. Зимна Вода, ros. Зимнавода) – przystanek kolejowy w miejscowości Zimna Woda, w rejonie lwowskim, w obwodzie lwowskim, na Ukrainie.
Przed II wojną światową istniała w tym miejscu stacja kolejowa Zimna Woda-Rudno.